# Olam
Olam International est une entreprise singapourienne de négoce et de courtage de denrées alimentaires. Son siège est situé à Singapour, le groupe est contrôlé par le fonds souverain singapourien Temasek Holdings. Ses activités s'étendent sur les cinq continents, et particulièrement en Afrique. Il est notamment très présent dans le cacao, le café, le coton et l'huile de palme.

## Histoire
Le groupe est fondé en 1989 au Nigéria, puis son siège social est déplacé à Londres, l'entreprise a pour nom alors Chanrai International. 
En 1995, son siège social est déplacé de Londres à Singapour, et le groupe est renommé en Olam International. En 2003, Temasek Holdings prend une participation dans Olam, qui est aujourd'hui de 16 %. En 2010, le Groupe Louis-Dreyfus contacte Olam en vue d'une fusion, sans résultat. 
En mars 2014, Temasek Holdings offre 2,1 milliards de dollars pour acquérir les participations dans Olam qu'il ne détient pas. 
En décembre 2014, Olam acquiert McCleskey Mills, une entreprise américaine de décorticage d'arachide pour 176 millions de dollars.
Le même mois, Olam acquiert les activités de transformation de cacao d'ADM pour 1,3 milliard de dollars, devenant l'un des plus importants acteurs dans le secteur.
En septembre 2023, plusieurs médias révèlent qu'Olam est suspecté par les services de renseignement intérieur du Nigéria de fraudes importantes qui s'élèveraient à plusieurs milliards de dollars. Des accusations que réfutent la direction du groupe.

## L’huile de palme liée à la déforestation
De 2011 à 2015, le volume commercial d'Olam a été multiplié par vingt – passant de 71 000 à 1,53 million de tonnes d’huile de palme.
Un rapport lancé par l’ONG américaine Mighty et l’ONG gabonaise Brainforest, le 12 décembre, 2016, révèle qu’Olam gère ses opérations pour l’huile de palme de manière opaque. Les vidéos obtenues pendant l’enquête infiltrée de Brainforest montrent clairement comment Olam déboise les forêts du Gabon pour y établir la plus grande plantation d’huile de palme d’Afrique et d’hévéa culture. L’analyse de données satellite a permis d’estimer que depuis 2012 Olam a déboisé environ 20 000 hectares de forêts dans quatre concessions au Gabon. ,,
Depuis 2015, Olam a pris des mesures pour progresser en termes de protection de l'environnement et du développement durable en protégeant notamment les forêts primaires,,. Elle a déjà fait certifier 112 455 hectares (soit 78% de ses concessions) via le label CSPO ou huile de palme certifiée durable. Elle s'est d'ailleurs engagée à ne pas développer ni agrandir de nouvelles plantations tant que toutes les plantations actuelles n'auront pas obtenu la certification délivrée par la table ronde sur l'huile de palme durable au plus tard en 2021.

## Filiales et présence mondiale
Olam est un opérateur présent dans 70 pays dans le monde, sur l'ensemble de la chaîne de valeur de l'agro-industrie : fermes, plantations, approvisionnement, logistique, commerce, traitement et distribution.
| Pays                              | Filiales |
| Asie                              | Asie |
| --------------------------------- | --- |
| Émirats arabes unis               | Acacia Investment                                                                                                 |
| Inde                              | Olam Enterprises India Private                                                                                    |
| Indonésie                         | PT Olam Indonesia                                                                                                 |
| Singapour                         | Caraway Pte, Olam Cocoa Pte                                                                                       |
| Turquie                           | Progida Tarim Űrűnleri Sanayi ve Ticaret, Progida Pazarlama                                                       |
| Viêt Nam                          | Olam Vietnam |
| Afrique                           | |
| Afrique du Sud                    | Olam South Africa                                                                                                 |
| Cameroun                          | Olam Cam |
| République du Congo               | Congolaise Industrielle des Bois                                                                                  |
| Côte d'Ivoire                     | Olam Cocoa Ivoire, Olam Ivoire, Outspan Ivoire, Olam Cocoa Processing Côte d’Ivoire, SECO                         |
| Égypte                            | Dehydro Foods |
| Gabon                             | Gabon Fertilizer Company, Olam Palm Gabon, Olam Rubber Gabon                                                      |
| Ghana                             | Olam Ghana Limited, Nutrifoods Ghana                                                                              |
| Mozambique                        | Olam Moçambique, Fasorel                                                                                          |
| Nigeria                           | Olam Nigeria, Olam Sanyo Foods, OK Foods, Caraway Nigeria Africa, Quintessential Foods Nigeria, Crown Flour Mills |
| Tchad                             | CotonTchad |
| Togo                              | CotonTogo |
| Amériques                         | |
| États-Unis                        | Olam Holdings |
| Argentine                         | Olam Argentina |
| Brésil                            | Olam Brasil, Olam Agricola                                                                                        |
| Europe                            | |
| Royaume-Uni                       | Olam Europe, Olam International UK                                                                                |
| Allemagne                         | Olam Cocoa Deutschland                                                                                            |
| Espagne                           | Seda Outspan Iberia                                                                                               |
| Russie                            | LLC Outspan International, LLC Russian Dairy Company                                                              |
| Pays-Bas                          | Olam Holdings NV, Olam Cocoa NV                                                                                   |
| Suisse                            | Olam Suisse, TT Timber International                                                                              |
| Océanie                           | |
| Australie                         | Olam Orchards Australia, Queensland Cotton Holdings Pty                                                           |
| Nouvelle-Zélande                  | NZ Farming Systems Uruguay                                                                                        |
| Source: Olam Strategy Report 2017 | |

## Identité visuelle

Ancien logo
Logo